# Гереженовка
Гереже́новка (укр. Гереженівка) — село в Уманском районе Черкасской области Украины.
Население по переписи 2001 года составляло 778 человек. Почтовый индекс — 20356. Телефонный код — 4744.

## Местный совет
20356, Черкасская обл., Уманский р-н, с. Гереженовка, ул. Свердлова, 12